# リーマン・ジョー!
『リーマン・ジョー!』（原題: Joe Somebody）は、2001年に公開されたアメリカ合衆国のコメディ映画。邦題にある「!」は、ソフトなどのジャケット表記ではネクタイになっている。

## ストーリー
製薬会社で10年働いているジョーは、娘が見学に来ているときに駐車スペースを後輩社員に取られた上に殴られてしまい、娘に醜態をさらしてしまう。彼は後輩にリベンジを誓い、特訓を開始する。

## キャスト
| 役名                   | 俳優                       | 日本語吹替 | 日本語吹替 |
| 役名                   | 俳優                       | ソフト版   | 機内上映版 |
| ---------------------- | -------------------------- | ---------- | ---------- |
| ジョー・シェファー     | ティム・アレン             | 牛山茂     | 内田直哉   |
| メグ・ハーパー         | ジュリー・ボーウェン       | 佐々木優子 | 渡辺美佐   |
| カリー・シェファー     | ケリー・リンチ             | 千島楊子   |            |
| ジェレミー             | グレッグ・ジャーマン       | 小杉十郎太 |            |
| ナタリー・シェファー   | ヘイデン・パネッティーア   | 中村千絵   |            |
| マーク・マキニー       | パトリック・ウォーバートン | 木村雅史   |            |
| チャック・スカーレット | ジム・ベルーシ             | 江原正士   | 稲葉実     |
| リック・ラグロウ       | ケン・マリーノ             | 佐藤晴男   |            |
| ケイド・レイモンド     | ウォルフガング・ボディソン | 相沢正輝   |            |
| アビー・マンハイム     | クリスティ・コナウェイ     | 小池亜希子 |            |
| パット・チルカット     | ロバート・ジョイ           | 大滝寛     |            |
| カサンドラ・テイラー   | ティナ・リフォード         | 鈴木紀子   |            |
| ネヴァ                 | アーナ・ブランドビック     | 杉本ゆう   |            |
| シャロン               | ミシェル・バーンズ         | 戸田亜紀子 |            |
| バスケ少年             | ロス・ターナー             | 平川大輔   |            |
| 本人役                 | ジェシー・ヴェンチュラ     |            |            |

- ソフト版吹替 - VHS・DVDに収録

その他吹替 - 岩田安生、斉藤次郎、谷昌樹
演出：高橋剛、翻訳：税田春介、制作：ビデオテック
- 機内上映版吹替 - Netflixで配信

## スタッフ
- 監督：ジョン・パスキン
- 製作：ケン・アチティ、マシュー・グロス、アン・コペルソン、アーノルド・コペルソン、ブライアン・ライリー
- 製作会社：リージェンシー・エンタープライズ
- 製作総指揮： アーノン・ミルチャン、ウィリアム・W・ウィルソン三世
- 脚本：ジョン・スコット・シェパード
- 撮影：ダリン・オカダ
- 音楽：ジョージ・S・クリントン
- 編集：デヴィッド・フィンファー

## 製作
本作の脚本を担当したジョン・スコット・シェパードは、以前に広告業界で働いていた経験があった。当時の経験と米国企業で働く人々に触発され、シェパードは脚本を執筆した。脚本を読んだマシュー・グロスが社長のコペルソン夫妻に脚本を渡した結果、夫妻は本作の製作を支援した。当初、ジョー・シェファー役にはジム・キャリーが予定されていたが、キャリーは『マジェスティック』への出演が決まっていたため叶わなかったため、『サンタクローズ』や『ギャラクシー・クエスト』などで知られるティム・アレンが起用された。監督は『サンタクローズ』や『ジャングル2ジャングル』でもアレンと仕事をともにしたジョン・パスキンに決定した。
撮影は2001年4月9日に始まった。撮影はシェパードが働いていたミネソタ州のミネアポリスとセントポールで行われた。撮影は30以上の場所で54日をかけて行われ、ジョー・シェファーの職場はミネソタ州プリマスにあるウォーターフォードタワーで撮影された。

## 公開

### 興行収入
2001年12月21日に封切られ、公開初週は355万ドルを記録し、興行収入ランキングで10位となった。最終的な興行収入総額は、2451万ドルとなった。

### 批評家の反応
批評家からは否定的な評価を受けており、Rotten Tomatoesでは、84件のレビュー中19%が本作を支持し、平均点は4.1/10となった。Metacriticでは、21人の批評家レビューに基づいて42点となった。